# Джино Клаудіо Сегре
Джино Клаудіо Сегре (народився 4 жовтня 1938) — заслужений професор фізики в Університеті Пенсильванії. Він є автором декількох книг з історії науки, зокрема, з атомної фізики. Книга Сегре «Фауст у Копенгагені» стала фіналістом на книжковому ярмарку газети «Лос-Анджелес Таймс» і переможцем премії Американського інституту фізики за найкращий науковий твір.

## Народження та освіта
Джино Сегре народився в Флоренції, Італія, в сім'ї італійського єврея (Анджело Сегре) та німецької католички (Кетрін 'Катя' Шалл Сегре). Сім'я емігрувала в Нью-Йорк в травні 1939 року, де вони жили протягом 8 років, перш ніж повернутися в Флоренцію. Дядько Сегре, нобелівський лауреат, фізик Еміліо Сегре також емігрував до США в 1938 році через антисемітські закони, прийняті в Італії.
Джино Сегре отримав ступінь бакалавра в Гарвардському коледжі в 1959 році та ступінь доктора фізики в Массачусетському технологічному інституті в 1963 році. Згодом Сегре став співробітником CERN і Університету Каліфорнії, Берклі. Він почав працювати на кафедрі фізики в Університеті Пенсильванії як професор у 1967 році, де він пропрацював до 2007 року, коли вийшов на пенсію. Його почесні звання включають членство в Фонді Гуггенхайма, Фонді Слоуна та Фонді Рокфеллера.

## Книги
З 2002 року Сегре опублікував три книги з історії науки. Книга Сегре «Звичайні генії» є подвійною біографією Макса Дельбрюка і Джорджа Гамова, двох фізиків, які зробили важливі внески в галузь біології своїми «зачинательськими» духами і розіграшами. Джеремі Бернштейн написав рецензію на «Звичайних геніїв» в журналі «The Wall Street Journal» і Джонатон Кітс в журналі «New Scientist» зазначив, що
книга Сегре «Фауст в Копенгагені» розповідає, як група з 40 фізиків зібралися в Копенгагеському інституті Нільса Бора, зосереджуючись на відкритті нейтрона. В останній вечір зустрічі молоді фізики ставили уривок, який був пародією на п'єсу Гете «Фауст», перероблену для сфери фізики. За описом Сегре «фізики не усвідомлювали, що протягом року прихід Гітлера до влади змінить їх світ і проягом десяти років їх дослідження атомного ядра змусить їх укладати свої власні фаустівські угоди». Відгук на «Фауста в Копенгагені» був написаний в газеті «Sunday New York Times» в літературній колонці Джорджем Джонсоном.
Праця Сегре «Причина градусів: що виявить температура про минуле та майбутнє наших видів, планети і всесвіту» досліджує безліч таємниць температури від причин людської гарячки до походження всесвіту. Рецензія на «Причину градусів» написана в газеті «New York Times» Марсією Бартусіак.

## Наукова діяльність
Дослідження Сегре варіюються в межах декількох важливих наукових тем у галузі високоенергетичної теоретичної фізики, включаючи електрослабкі зв'язки задля кращого розуміння порушень симетрії.. В астрофізиці його дослідження варіюються від баріонної асиметрії до поштовхів пульсару. Його роботи включають: «Pulsar Velocities and Neutrino Oscillations» (with A. Kusenko, Phys. Rev. Letters, 1996); « Pulsar Kicks from Neutrino Oscillations» (with A. Kusenko, Phys. Rev., 1999); та «Implications of Gauge Unification for the Variation of the Fine Structure Constant» (with P. Langacker and Matt Strassler, Phys. Letters, 2002).

## Особисте життя
Сегре одружений з Беттіною Хьорлін, колишньою уповноваженою з питань здоров'я в Філадельфії. Вона є дочкою в лос-аламоського фізика Германа Хьорліна та Кейт Тіц Шмід. Хьорлін вела хроніку зустрічі її батьків і їх виїзд із нацистської Німеччини в своїй книзі «Кроки мужності». Разом у них семеро дітей, дев'ять онуків і вони живуть в Філадельфії.